# Madžarski evrokovanci
Madžarski evrokovanci še niso oblikovani. Madžarska je postala članica Evropske unija 1. maja 2004 in je tudi članica Ekonomske in monetarne unije Evropske unije, vendar še ni izpolnila tretje stopnje EMU-ja, zato zaenkrat še vedno uporablja svojo dosedanjo valuto, madžarski forint.
Trenutni načrti kažejo, da bo oblikovanje madžarskih evrokovancev nastopilo leta 2007. Uvedbo evra madžarska vlada načrtuje za 1. januar 2010. Večina finančnih raziskav, kakor sta tisti, ki sta ju opravila Standard & Poor's in Fitch Ratings, namigujejo, da Madžarska ne bo sposobna uvesti evro pred letom 2014, zavoljo velikega primankljaja države, ki naj bi po pričakovanjih v letu 2006 presegel 10 % BDP-ja.